# 2 Unlimited
2 Unlimited byla eurodance skupina založená v roce 1991. Jednalo se o projekt belgických producentů Jean-Paula DeCostera a Phila Wilda. Skupinu tvořilo nizozemské pěvecké duo, rapper Ray Slijngaard (nar. 1971) a zpěvačka Anita Doth (nar. 1971). Během prvních pěti let dosáhli výrazných úspěchů, měli šestnáct hitů jako například „Get Ready For This“, „Twilight Zone“, „No Limit“ nebo „Tribal Dance“. Celosvětově prodali přes 18 miliónů alb. Skupina se rozpadla roku 1996.
Producenti Jean-Paul DeCoster a Phil Wilde vlastní značku "2 Unlimited" a v roce 1998 se opět pokusili o obnovu skupiny, když do ní přijali nové nizozemské duo zpěvaček Romy van Ooijen (nar. 1971) a Marjon van Iwaarden (nar. 1974). Došlo k vydání alba II, ale záměr navázat na minulé úspěchy skončil nezdarem a skupina se znovu rozpadla v roce 1999.
11. dubna 2009 společně vystoupili po třinácti letech původní členové Ray a Anita na koncertu „I Love The 90s“ v belgickém Hasseltu.

## Diskografie

### Singly
| Rok  | Singl                          | Nejvyšší umístění v hitparádě | Nejvyšší umístění v hitparádě | Nejvyšší umístění v hitparádě | Nejvyšší umístění v hitparádě | Nejvyšší umístění v hitparádě | Nejvyšší umístění v hitparádě | Nejvyšší umístění v hitparádě | Nejvyšší umístění v hitparádě | Nejvyšší umístění v hitparádě | Nejvyšší umístění v hitparádě | Nejvyšší umístění v hitparádě | Album                |
| Rok  | Singl                          | UK                            | USA                           | USA Dance                     | AUS                           | NED                           | SWE                           | ESP                           | SRN                           | AUT                           | SWI                           | FRA                           | Album                |
| ---- | ------------------------------ | ----------------------------- | ----------------------------- | ----------------------------- | ----------------------------- | ----------------------------- | ----------------------------- | ----------------------------- | ----------------------------- | ----------------------------- | ----------------------------- | ----------------------------- | -------------------- |
| 1991 | Get Ready For This             | 1                             | 38                            | 4                             | 2                             | 10                            | 36                            | 2                             | 1                             | —                             | —                             | 2                             | Get Ready!           |
| 1992 | Twilight Zone                  | 1                             | 49                            | 5                             | 11                            | 1                             | 9                             | 1                             | 20                            | 10                            | 15                            | 1                             | Get Ready!           |
| 1992 | Workaholic                     | 4                             | —                             | 26                            | 35                            | 1                             | 24                            | 24                            | 11                            | 26                            | 37                            | 5                             | Get Ready!           |
| 1992 | The Magic Friend               | 11                            | —                             | —                             | 16                            | 5                             | 27                            | 9                             | 17                            | 26                            | —                             | 12                            | Get Ready!           |
| 1993 | No Limit                       | 1                             | —                             | 21                            | 7                             | 1                             | 1                             | 1                             | 2                             | 1                             | 1                             | 1                             | No Limits            |
| 1993 | Tribal Dance                   | 4                             | —                             | 7                             | 5                             | 1                             | 1                             | 1                             | 2                             | 3                             | 2                             | 4                             | No Limits            |
| 1993 | Faces                          | 8                             | —                             | —                             | 54                            | 2                             | 11                            | 1                             | 8                             | 10                            | 19                            | 16                            | No Limits            |
| 1993 | Maximum Overdrive              | 15                            | —                             | —                             | 32                            | 5                             | 18                            | 1                             | 16                            | 13                            | 23                            | 35                            | No Limits            |
| 1994 | Let the Beat Control Your Body | 6                             | —                             | —                             | 39                            | 1                             | 11                            | 10                            | 8                             | 11                            | 11                            | 1                             | No Limits            |
| 1994 | The Real Thing                 | 6                             | —                             | —                             | 39                            | 1                             | 2                             | 1                             | 4                             | 7                             | 2                             | 1                             | Real Things          |
| 1994 | No One                         | 17                            | —                             | —                             | 30                            | 3                             | 15                            | 1                             | 8                             | 14                            | 15                            | 9                             | Real Things          |
| 1995 | Here I Go                      | 22                            | —                             | —                             | 80                            | 1                             | 20                            | 7                             | 2                             | 7                             | 8                             | 25                            | Real Things          |
| 1995 | Nothing Like the Rain          | —                             | —                             | —                             | —                             | 6                             | 1                             | 14                            | 2                             | 2                             | 6                             | 7                             | Real Things          |
| 1995 | Do What's Good For Me          | 16                            | —                             | 3                             | 7                             | 13                            | 35                            | 1                             | 50                            | 29                            | 41                            | 6                             | Hits Unlimited       |
| 1996 | Jump for Joy                   | —                             | —                             | —                             | —                             | 7                             | 32                            | 1                             | 39                            | 24                            | 2                             | 4                             | Hits Unlimited       |
| 1996 | Spread Your Love               | —                             | —                             | —                             | 7                             | 10                            | 25                            | 10                            | 4                             | 1                             | 2                             | 3                             | Hits Unlimited       |
| 1998 | Wanna Get Up                   | 38                            | —                             | —                             | —                             | 10                            | 58                            | 3                             | 88                            | —                             | —                             | 70                            | II                   |
| 1998 | Edge Of Heaven                 | —                             | —                             | —                             | —                             | 35                            | —                             | 8                             | —                             | —                             | —                             | —                             | II                   |
| 1998 | Never Surrender                | —                             | —                             | —                             | —                             | —                             | —                             | 5                             | —                             | —                             | —                             | —                             | II                   |
| 2003 | No Limit 2.3                   | —                             | —                             | —                             | —                             | —                             | —                             | —                             | 41                            | —                             | —                             | —                             | The Complete History |
| 2004 | Tribal Dance 2.4               | —                             | —                             | —                             | —                             | —                             | —                             | —                             | 78                            | 58                            | —                             | —                             | The Complete History |

### Studiová alba
| Rok  | Název                                                                    | Nejvyšší umístění v hitparádě | Nejvyšší umístění v hitparádě | Nejvyšší umístění v hitparádě | Nejvyšší umístění v hitparádě | Nejvyšší umístění v hitparádě | Nejvyšší umístění v hitparádě | Nejvyšší umístění v hitparádě | Nejvyšší umístění v hitparádě | Nejvyšší umístění v hitparádě | Nejvyšší umístění v hitparádě | Prodejnost                                    |
| Rok  | Název                                                                    | UK                            | USA                           | AUS                           | NED                           | SWE                           | ESP                           | SRN                           | AUT                           | SWI                           | JAP                           | Prodejnost                                    |
| ---- | ------------------------------------------------------------------------ | ----------------------------- | ----------------------------- | ----------------------------- | ----------------------------- | ----------------------------- | ----------------------------- | ----------------------------- | ----------------------------- | ----------------------------- | ----------------------------- | --------------------------------------------- |
| 1992 | Get Ready! - 1. studiové album - Vydáno: 24. února 1992                  | 37                            | 197                           | 10                            | 12                            | 27                            | —                             | —                             | —                             | —                             | 65                            | - Prodejnost: 2,6 miliónu - RIAA, zlatá deska |
| 1993 | No Limits - 2, studiové album - Vydáno: 10. května 1993                  | 1                             | —                             | 1                             | 1                             | 1                             | 28                            | 4                             | 1                             | 1                             | 1                             | - Prodejnost: 3 milióny                       |
| 1994 | Real Things - 3. studiové album - Vydáno: 6. června 1994                 | 1                             | —                             | 18                            | 1                             | 2                             | 15                            | 3                             | 4                             | 1                             | 1                             | - Prodejnost: 2 milióny - BPI, zlatá deska    |
| 1995 | Hits Unlimited - Kompilace největších hitů - Vydáno: 30. října 1995      | 27                            | 107                           | 78                            | 6                             | —                             | —                             | —                             | —                             | —                             | 78                            | - Prodejnost: 1 milión                        |
| 1998 | II - 4. studiové album - Vydáno: 25. května 1998                         | —                             | —                             | —                             | 55                            | —                             | —                             | —                             | —                             | —                             | —                             |                                               |
| 1999 | Best Unlimited - Kompilace největších hitů - Vydáno: leden 1999          | —                             | —                             | —                             | —                             | —                             | —                             | —                             | —                             | —                             | 85                            |                                               |
| 2004 | The Complete History - Kompilace největších hitů - Vydáno: 9. února 2004 | —                             | —                             | —                             | —                             | —                             | —                             | —                             | —                             | —                             | —                             |                                               |

### Remixová alba
| Rok  | Název                            |
| ---- | -------------------------------- |
| 1993 | Power Tracks                     |
| 2001 | Greatest Hits Remixes            |
| 2003 | Trance Remixes (Special Edition) |
| 2006 | Greatest Remix Hits              |